# Nicole Gontier
Nicole Gontier (Aosta, 17 novembre 1991) è un'ex biatleta italiana.

## Biografia
Originaria di Champorcher, nel 2007 è entrata a far parte della nazionale italiana, nella squadra juniores. In Coppa Europa ha esordito nel 2010 nell'inseguimento della Val Martello, chiuso al 32º posto. Vanta tre partecipazioni iridate giovanili: Ruhpolding 2008 (44ª nell'individuale, 51ª nello sprint, 49ª nell'inseguimento), Canmore 2009 (24ª nell'individuale, 15ª nello sprint, 20ª nell'inseguimento, medaglia di bronzo nella staffetta insieme a Dorothea Wierer e ad Alexia Runggaldier) e Torsby 2010 (20ª nell'individuale, 41ª nello sprint, 24ª nell'inseguimento, 9ª nella staffetta). Nel 2011 ai Mondiali juniores di Nové Město si è piazzata 28ª nello sprint, 34ª nell'inseguimento e ha vinto la medaglia d'argento nella staffetta.
In Coppa del Mondo ha esordito il 29 novembre 2012 a Östersund (78ª) e ha ottenuto il primo podio il 9 gennaio 2015 a Oberhof (3ª).
In carriera ha partecipato a due edizioni dei Giochi olimpici invernali, Soči 2014 (54ª nella sprint, 45ª nell'individuale, 49ª nell'inseguimento, 6ª nella staffetta) e Pyeongchang 2018 (44ª nella sprint, 48ª nell'inseguimento, 38ª nell'individuale), e a tre dei Campionati mondiali, vincendo due medaglie.

## Palmarès

### Mondiali
- 2 medaglie:
  - 2 bronzi (staffetta[2] a Nové Město na Moravě 2013; staffetta[2] a Kontiolahti 2015)

### Mondiali juniores
- 1 medaglia:
  - 1 argento (staffetta a Nové Město 2011)

### Mondiali giovanili
- 1 medaglia:
  - 1 bronzo (staffetta a Canmore 2009)

### Europei juniores
- 1 medaglia:
  - 1 bronzo (individuale a Brezno-Osrblie 2012)

### Coppa del Mondo
- Miglior piazzamento in classifica generale: 51ª nel 2014
- 4 podi (1 individuale, 3 a squadre), oltre a quelli conquistati in sede iridata a validi anche ai fini della Coppa del Mondo:
  - 2 secondi posti (a squadre)
  - 2 terzi posti (1 individuale, 1 a squadre)

### Campionati italiani
- 2 medaglie[1]:
  - 1 argento (partenza in linea nel 2013)
  - 1 bronzo (sprint nel 2013)

### Campionati italiani juniores
- 2 medaglie[1]:
  - 1 argento (sprint nel 2011)
  - 1 bronzo (partenza in linea nel 2011)

### Campionati italiani giovanili
- 4 medaglie[1]:
  - 1 oro (sprint nel 2010)
  - 3 argenti (individuale nel 2008, inseguimento nel 2008; inseguimento nel 2010)